# Mussaenda maingayi
Mussaenda maingayi är en måreväxtart som först beskrevs av Joseph Dalton Hooker, och fick sitt nu gällande namn av William Botting Hemsley och Benjamin Daydon Jackson. Mussaenda maingayi ingår i släktet Mussaenda och familjen måreväxter. Inga underarter finns listade i Catalogue of Life.